# Sandu Cismaş
Sandu Cismaş (Arad, 1955 - ibídem, 2 de septiembre de 2013) fue un futbolista profesional rumano que jugaba en la demarcación de delantero.

## Biografía
Sandu Cismaş debutó como futbolista profesional en 1976 con el CS Gloria Arad a los 21 años de edad, equipo en el que permaneció durante toda su carrera futbolística desde 1976 hasta 1988.
Durante la celebración del centenario en el estadio del club, celebración a la que acudió Cismaş, que fue jugador del equipo durante los años 1970 y 1980, falleció tras sufrir un derrame cerebral a los 58 años de edad.

## Clubes
| Club           | País    | Año         |
| -------------- | ------- | ----------- |
| CS Gloria Arad | Rumania | 1976 - 1988 |